# Fort de l'Estissac
Le fort de l'Estissac est un ancien ouvrage militaire situé au sommet de l'extrémité nord-ouest de l'île de Port-Cros (Var). Aujourd'hui désarmé, il est ouvert au public durant la saison estivale.

## Histoire du fort
Le fort a été construit sur ordre de Richelieu entre 1634 et 1640. Il faisait partie d'un ensemble défensif destiné à contrer la menace espagnole et qui comprenait aussi le fort du Moulin, le fort de l'Éminence et le fort de Port-Man. La tour sera détruite à moitié par les Anglais à l'issue du siège de Toulon en 1793.
En 1810, sous le Premier Empire, Napoléon Ier donne des directives pour l'organisation des côtes qui aboutiront à la restauration du fort en 1812-1813. Celui-ci restera en service jusqu'à son désarmement en 1885.
Le fort est inscrit à l'inventaire des monuments historiques en 1947, et il est attribué au parc national de Port-Cros en 1997. Aujourd'hui, le fort peut se visiter. Il abrite une présentation du parc national de Port-Cros ainsi que des expositions temporaires durant la saison estivale.

## Caractéristiques

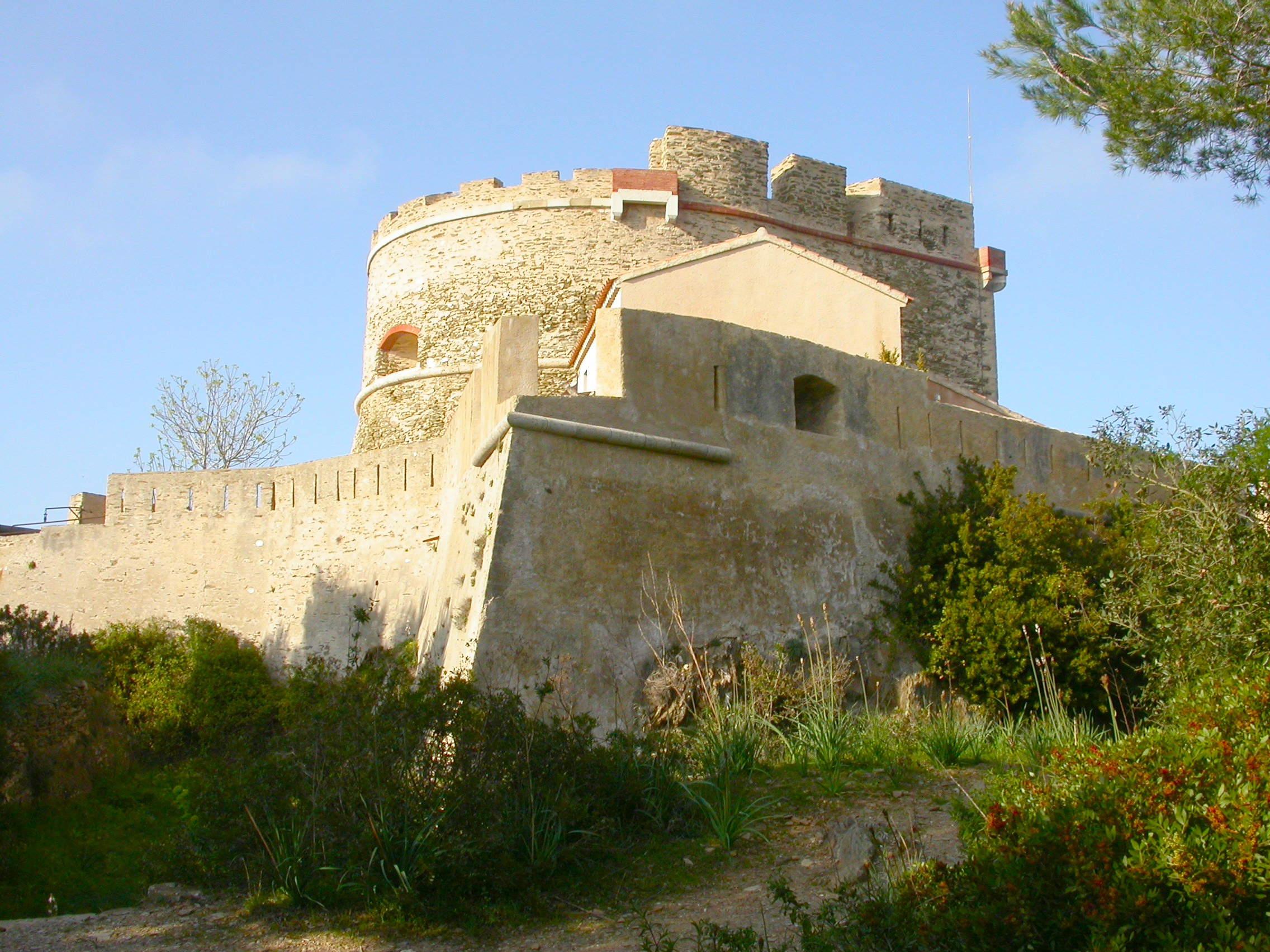
Le fort et son enceinte.

Le fort est construit sur un promontoire, à environ 100 m au-dessus du niveau de la mer. L'ouvrage d'origine se composait d'une tour à canon circulaire entourée d'une enceinte fortifiée. Les fortifications tracées à l'italienne comportaient un ouvrage à cornes au nord, deux saillies flanquées (à l'ouest et au sud-ouest) ainsi qu'un bastion à flancs rectilignes construit en avancée au sud-est. Un ravelin lui fut ensuite adjoint au nord-ouest pour compléter le dispositif en couvrant l'entrée du fort auquel il est relié par un pont.
Les fortifications sont toujours en place. En revanche, les constructions situées dans l'enceinte ont été modifiées en 1812-1813 à la suite des destructions opérées par les Anglais en 1793. Les bâtiments qui se trouvaient à l'origine sur le terre-plein fortifié ont été remplacés par un nouveau casernement. La tour ayant été à moitié détruite, le demi-cercle qui subsistait a été complété par une tour carrée, ce qui lui donne son aspect particulier ; elle est élevée sur trois niveaux, dont le dernier, à ciel ouvert, comporte deux échauguettes.